# Inês Cristina Zuber
Inês Cristina Zuber (ur. 11 marca 1980 w Évorze) – portugalska polityk i działaczka partyjna, posłanka do Parlamentu Europejskiego VII i VIII kadencji.

## Życiorys
Z wykształcenia socjolog, podjęła następnie studia doktoranckie. Zaangażowała się w działalność Portugalskiej Partii Komunistycznej. Była członkinią zarządu organizacji młodzieżowej tego ugrupowania i członkinią komitetu centralnego.
W styczniu 2012 objęła mandat eurodeputowanej VII kadencji z ramienia Unitarnej Koalicji Demokratycznej, zastępując Ildę Figueiredo. Przystąpiła do Konfederacyjnej Grupy Zjednoczonej Lewicy Europejskiej/Nordyckiej Zielonej Lewicy. W maju 2014 z powodzeniem ubiegała się o europarlamentarną reelekcję, zrezygnowała z mandatu w styczniu 2016 w związku z planami skoncentrowania się na działalności partyjnej w kraju.